# أديلايد
أديلايد (بالإنجليزية: Adelaide)‏ هي عاصمة ولاية جنوب أستراليا، والمدينة الخامسة من حيث عدد السكان في أستراليا. قدر عدد السكان المقيمين في أديلايد بنحو 1,310,000 نسمة في يونيو 2014. وبهذا فإن ولاية جنوب أستراليا، التي يبلغ تعدادها 1.7 مليون نسمة، تعتبر أكثر ولاية مركزية بين جميع ولايات أستراليا، إذ يعيش أكثر من 75 في المائة من السكان في أديلايد الكبرى، في حين أن المراكز السكانية الأخرى في الولاية صغيرة نسبيا.
تقع أديلايد في شمال شبه جزيرة فلورو، وعلى سهول أديلايد بين خليج سانت فنسنت وجبال ماونت لوفتي التي تحيط بالمدينة. تمتد أديلايد لمسافة 20 كم (12 ميل) من الساحل إلى السفوح، وتبعد 94-104 كم (58-65 ميل) من جاولر في مداها الشمالي إلى سيليكس بيتش في الجنوب.
سميت المدينة على أديلايد من ساكس-ماينينغن، عقيلة الملك وليام الرابع، وتأسست عام 1836 كعاصمة مخطط لها لمحافظة بريطانية حرة في أستراليا. قام العقيد وليام لايت، أحد الآباء المؤسسين لأديلايد، بتصميم المدينة واختار موقعها بالقرب من نهر تورنز، في منطقة كان يسكنها في الأصل شعب كاورنا. صمم لايت أديلايد في شكل تخطيط شبكي، وتفصلها مساحات من الشوارع الواسعة والساحات العامة الكبيرة، وتحيط بها الحدائق بالكامل. عرفت أديلايد في بداياتها الرخاء والثروة، وكانت ثالث أكبر مدينة في أستراليا حتى نهاية الحرب العالمية الثانية. وعرفت باسم «مدينة الكنائس» منذ منتصف القرن التاسع عشر.
أديليد هي موقع العديد من المؤسسات الحكومية والمالية بما أنها المركز الحكومي والتجاري لجنوب أستراليا. ويتمركز معظمها في وسط المدينة على طول الشارع الثقافي من نورث تيراس وشارع الملك وليام وفي مناطق مختلفة من المنطقة العمرانية. وتشتهر أديلايد اليوم بالعديد من المهرجانات والأحداث الرياضية والطعام والنبيذ والشواطئ الطويلة وقطاعات الدفاع والتصنيع الكبيرة. كما أنها تحتل مرتبة عالية من حيث مستوي المعيشة، وأدرجت بين العشرة الأوائل في مؤشر أفضل مدن العالم للعيش حسب وحدة الاستخبارات الاقتصادية في عام 2010،  2011،  2012  وعام 2015. وتصدرت أيضا قائمة أكثر المدن ملاءمة للعيش في أستراليا من قبل المجلس الملكي الأسترالي في عام 2011،  2012  و 2013.